# Рама, що з'явився
«Рама, що з'явився» (англ. Rama Revealed) — фантастичний роман Джентрі Лі та Артура Кларка, написаний в 1993 році. Роман є четвертою частиною циклу «Рама».

## Сюжет
Дія сюжету розпочинається безпосередньо після закінчення подій в попередньому романі Сад Рами.
Річард рятує Ніколь з тюрми в «Новому Едемі» за допомогою своїх нових роботів-ляльок. Вона втікає до нього на острів «Нью Йорк». Потім до них приєднуються їх сини Бенджі та Патрік, донька Елеонора з чоловіком Робертом і дочкою Ніккі та пара поселенців Макс та Епоніна. Каті (інша донька Ніколь) залишається в «Едемі», вона наркоманка і працює в організації Накамури.
Армія Накамури вимушує людей в «Нью Йорку» переховуватись в покинутому підземеллі птахів, де їх заблоковують окто-павуки. Окто-павуки викрадають Елеонору та Епоніну, а потім пропонують решті приєднатись до викрадених, які перебувають в місті окто-павуків на «Південному» континенті «Рами».
Мандруючи до міста, люди бачать розвинений симбіоз багатьох напів-розумних рас тварин із расою окто-павуків. Окто-павуки досвідчені генні інженери, вони модифікують тварин для покращення їхньої продуктивності. Окто-павуки розповідають Річарду, що його сперматозоїди були генно-модифіковані, в результаті чого його молодша донька Елеонора розуміє візуально-кольорову мову павуків. Окто-павуки виліковують Епоніну від ретровірусу RV-41, а Річарда від раку простати останньої стадії.
Древня раса космічних мандрівників, яка тепер вже не існує, колись давно генно-модифікувала окто-павуків, що дозволило їм розвинутись, заселити декілька планет та побудувати утопічне суспільство, де всі особи повинні поводитись оптимально для інтересів суспільства.
Армія Накамури починає бомбардувати «Південний» континент, а потім і місто окто-павуків. Не бажаючи винищувати людей без крайньої необхідності, окто-павуки посилають свого посла та Річарда на переговори в «Едем». Але там їх ув'язнюють та вбивають. Окто-павуки розробляють біологічний фермент, що вбиває всіх людей, старших за сорок років. Каті вбиває Накамуру в помсту за батька і скоює самогубство.
В місті окто-павуків з'являється біот Орел і усипляє всіх живих істот на весь час подорожі до зірки Тау Кита.
«Рама» прибуває до Вузла раніше запланованого часу і людей, окто-павуків та їх симбіотичних тварин поселяють в тісноті. Більша частина людей не може побороти ксенофобію.
Ніколь прокидається з анабіозу і роботу її серця підтримують біологічними стимуляторами. Вона відвідує сім'ю Сімони та Майкла і бачить своїх внуків. Перейнявшись ідеями суспільства окто-павуків, де кожна особа в поважному віці повинна сама добровільно прийняти смерть заради оновлення суспільства, вона відмовляється від пропозиції Орла замінити старіючі частини тіла.
Перед смертю Ніколь просить Орла відвідати модуль пізнання у Вузлі, де зібрана вся його інформація за мільярди років. Там вона дізнається про всі раси, що існували в межах досяжності Вузла з часу існування Всесвіту. Що Вузли рівномірно покривають всі галактики, вони були створені Першомонітором (англ. Prime Monitor) для збору інформації про можливість співіснування різних космічних рас. Творець запустив Першомонітор у наш Всесвіт з іншого виміру. Творцю зібрана інформація потрібна для створення ідеального всесвіту.